# Манхва
Манхва (кореј. 만화, Manhwa) корејска је реч за стрип. Ван корејског говорног подручја, термин се односи на стрипове настале у Јужној Кореји. Манхве имају карактеристике јапанских манги, и могу бити штампаног или дигиталног формата, али тада се често називају вебтуновима.

## Карактеристике
Цртач манхви зове се „манхвага” (만화가). Манхве се могу читати хоризонтално, с лева на десно, али и вертикално, са десна на лево, ако су тако форматиране. Странице на дигиталној манхви, односно вебтуну, читају се скроловањем, за разлику од манги чији се листови окрећу као у традиционалној књизи. Манхве су често у боји када су дигиталне, али се штампају црно-бело.
Иако инспирисан мангама, стил манхве се подоста разликује. Тела ликова су најчешће цртана реалистично, док су лица стилизована. Одећа и позадине су углавном веома детаљно нацртане. Вебтунови имају могућности да помоћу скроловања демонстрирају покрете и проток времена, али им је дијалог једноставнији у поређењу са штампаним манхвама.

## Етимологија
Јапанска манга, кинеска манхуа и корејска манхва су когнати, односно имају исти корен—„ман,“ који се може превести као „импровизовано“ или „случајно“ на сва три језика. Остатак речи преводи се као „скица,“ те манга, манхуа и манхва дословно значе „импровизоване (случајне) скице“. Кинеска манхуа се у 18. веку односила на слике цртане мастилом. Тек наредног века, популаризацијом јапанске манге, израз се почео односити на стрипове.  

## Историја
Прва манхва, коју је илустровао уметник Дојонг Ли, објављена је у тада новонасталом корејском дневном листу „Даеханминбо“ 2. јуна 1909. године. У периоду од 1910. до 1945. године Кореја је била под јапанском окупацијом, те се јапански утицај проширио и на стрипове. Реч „манхва“ добила је маха 1920их, али тада су многи дневни листови били угашени. Стрипови који су се објављивали у овом периоду су углавном били само за децу.
Оснивањем Републике Кореје 1948. године, политчки стрипови су опет почели да се објављују, и то у првој стрипској ревији „Манхва Хаенгџин“. Часопис је, међутим, убрзо угашен. 
Избијањем Корејског рата 1950. године, стрипови су били коришћени како би побољшали морал војске. Ово је допринело њиховој популарности, и многи нови стилови и жанрови развијени су баш у овом периоду. Тада су и отварани манхва-кафићи („манхвабанг“), што је још више утицало на њихову популарност. То је, међутим, корејској влади привукло пажњу, и убрзо су манхве почеле да се цензуришу.
Јапански стрипови и серије су до 1990их година били забрањени у Кореји. Стога, када је забрана укинута, утицај јапанске манге проширио се на корејске стрипове. У том периоду су манхве такође почеле да се објављују у Северној Кореји. Уласком у 21. век, манхве су прешле на онлајн издаваштво (вебтун), и тиме се њихов утицај проширио на запад.

## Манхве преведене на српски језик
- (само први том)
- (само први том)
- Копиле
- Хоризонт
- Звук магије
- Sweet Home